# Anton Raab
Pour les articles homonymes, voir Raab (homonymie).
Anton Raab, ou Antoine Raab, est un ancien joueur et entraîneur de football franco-allemand né le 16 juillet 1913 à Francfort-sur-le-Main (royaume de Prusse, aujourd'hui en Allemagne) et mort le 10 décembre 2006 à Nantes (France).

## Biographie
Militant communiste à Niederrad, ce jeune maçon, issu d'une famille ouvrière, poursuit son combat contre les Nazis en 1933, prenant peu à peu des responsabilités dans la fabrication et la diffusion de tracts. Son parcours outre-Rhin est difficile à retracer par les historiens, mais beaucoup d'éléments de son récit relèveraient de la légende, notamment sa présence dans l'équipe première de l'Eintracht Frankfurt ou son refus d'effectuer le salut nazi lors d'un match avec l'équipe nationale juniors, qui n'ont jamais été prouvés. Arrêté en mars 1935, il est interrogé et torturé par la Gestapo avant d'être condamné à trois ans et six mois de prison à Kassel. Le 15 avril 1937 il réussit à s'enfuir avec un complice dans des conditions qui sont encore aujourd'hui mystérieuses. Raab en 1958 affirme avoir confectionné pendant huit mois une clé dont il a pris les empreintes dans un savon, d'autres sources évoquent la complicité d'un gardien.
Arrivé en France, à Forbach, le 3 mai 1937, il rejoint quelques jours plus tard Paris. Ses talents de footballeurs (il évolua dans les équipes jeunes de l'Union Niederrad et selon ses dires dans l'équipe d'Allemagne du Sud) séduisent les dirigeants du CA Paris où il joue dans l'équipe réserve. Fin 1937, le CAP effectue une série de matchs amicaux dans l'Ouest. Le 26 décembre 1937, le CA Paris affronte la Saint-Pierre de Nantes au stade du Vivier. Raab, qui a déjà joué six fois en équipe première, est aligné comme demi-centre.

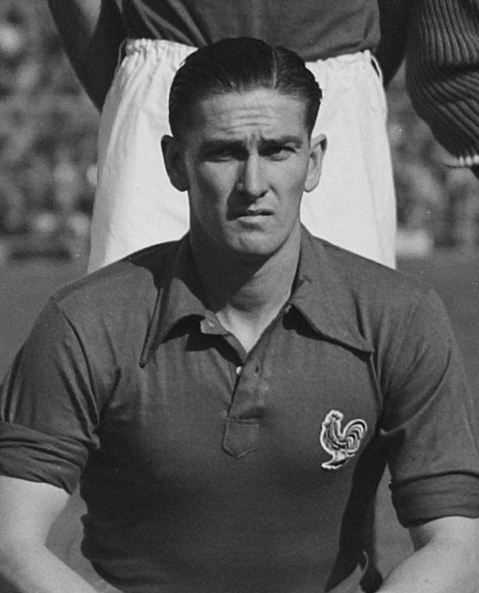
Jean Prouff.

Les dirigeants nantais de la Saint-Pierre le repèrent et lui font signer en mars 1938 une licence tout en lui proposant un emploi de dessinateur dans une entreprise de travaux publics. Dès le mois de mai il intègre la sélection de Loire-Inférieure, dont fait également partie Jean Prouff, son coéquipier à la Saint-Pierre. Le club termine premier de son groupe en 1ère série et accède au championnat de promotion. Raab permet à la Saint-Pierre d'accéder lors la saison 1938-1939 à la Division d'honneur, et ainsi s'ouvrir les portes du professionnalisme. Ce sera un élément fondateur de la création du FCN en 1943.
En 1939, Raab est un des joueurs majeurs de la sélection de la Ligue de l'Ouest. En avril 1939, il dispute un match amical avec l'Union Méan-Penhoët de Saint-Nazaire avant de retourner jouer avec la Saint-Pierre de Nantes. Quelques semaines plus tard, alors que la guerre se profile, il doit quitter son poste de dessinateur et s'engage avec le Stade rennais. Son séjour chez les Rouge et Noir est de courte durée, il n'y joue que quelques matchs amicaux avant le début de la saison 1939/40. Interné en raison de sa nationalité à Vitré (Ille-et-Vilaine), puis au Camp des Rochères et de la Poterie à Meslay-du-Maine (Mayenne), il est déclaré "prestataire" pour travailler dans une usine d'armement à Montluçon qu'il quitte en juin devant l'avancée des troupes allemandes. À Cahors, où il vit sous une fausse identité, il se blesse en jouant au football avec le club local, mais réussit à s'enfuir de l'hôpital alors que la police française le recherche.
De retour clandestinement à Nantes en 1941, il se réfugie dans le grenier de ses futurs beaux-parents, dans le quartier Sainte-Thérèse. Il y restera trois ans avant de gagner un hameau à Treillères, en banlieue nantaise, pour fuir les bombardements américains en 1943.
En août 1944 il revient vivre à Nantes, obtient la naturalisation française, et est convaincu par les dirigeants du FC Nantes, créé un an plus tôt, de venir s'entraîner avec l'équipe dirigée par Aimé Nuic. À 31 ans et après une préparation physique poussée il retrouve une seconde jeunesse. Il est capitaine de la première équipe professionnelle en 1945, devenant pendant près de deux décennies un homme fort du club canari. Ce joueur brillant est par deux fois entraîneur, avant de devenir directeur sportif. Il quitte Nantes en 1949 pour le Stade lavallois en DH, où il est entraîneur-joueur pendant une saison. Il entraîne ensuite l'ES Couëron de 1950 à 1955. Il fait son retour comme entraîneur du FC Nantes en avril 1955, en remplacement d'Émile Veinante, démissionnaire. Il démissionne à son tour de son poste d'entraîneur en avril 1956.
Après la fin de sa carrière, il ouvre un magasin d'articles sportif appelé Raab Sports, qui se situait au 24 rue Racine à Nantes.
De 1958 à 1961 il est le premier directeur sportif de la section professionnelle du FC Nantes.
Il est vice-président du FC Nantes en 1961.
Anton Raab meurt le 10 décembre 2006 à Nantes, à 93 ans.
Le 11 juin 2022, son combat de résistant contre le nazisme est officiellement reconnu : une Stolperstein (pierre d'achoppement) est posée le 11 juin 2022 devant le 65 Goldensteinstraße à Niederrad où résidait Anton Raab lors de son arrestation en 1935.

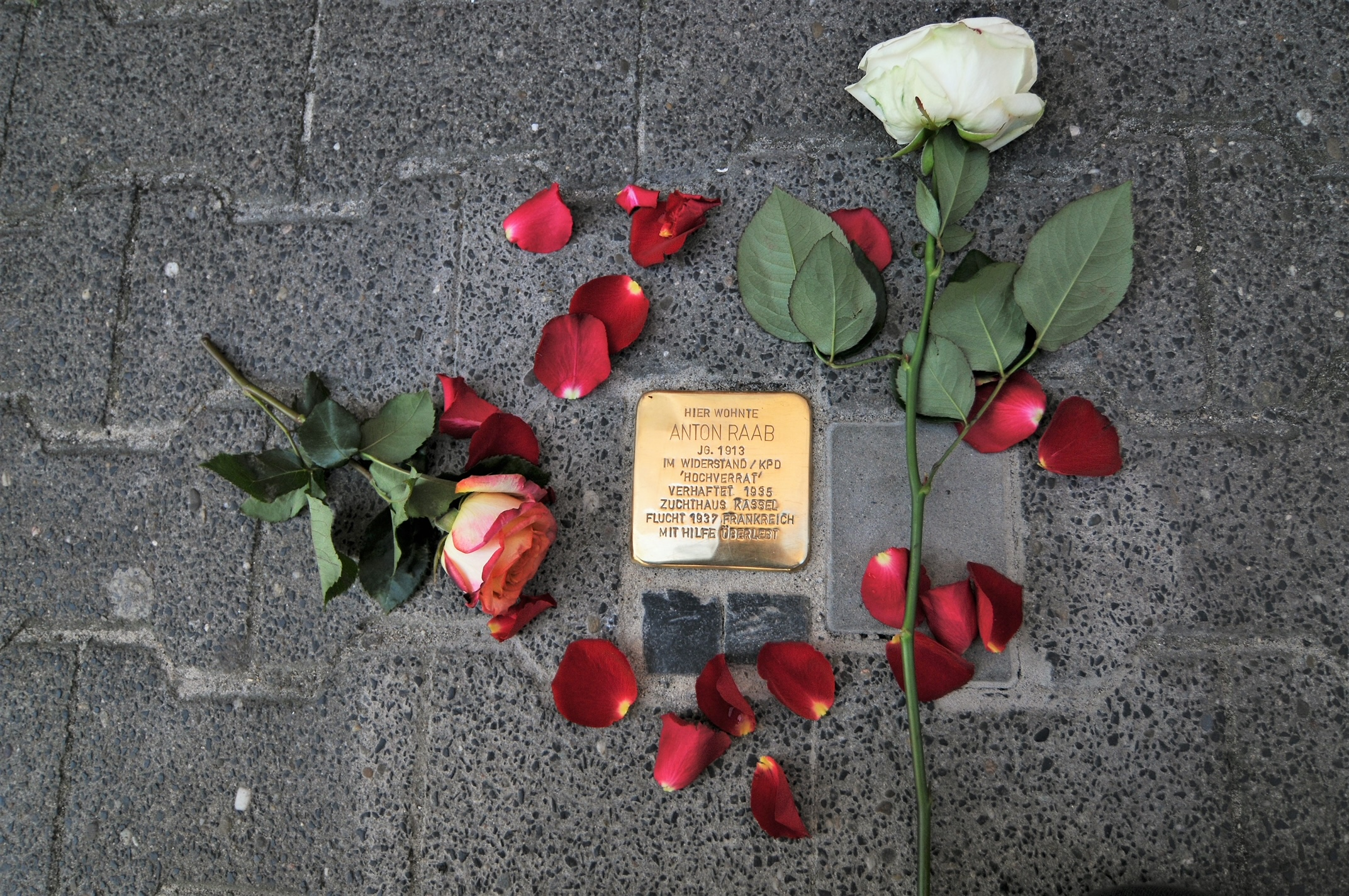
Stolperstein (pierre d'achoppement) posée le 11 juin 2022 devant le 65 Goldensteinstraße à Niederrad.

Une biographie lui est consacrée, basée sur de longues recherches dans les archives allemandes et françaises : "Anton Raab. Militant anti-nazi, homme fort du FC Nantes" - Denis Roux - Editions La Geste (2022).

## Carrière de joueur
- 1929-1934 :  FC Union Niederrad
- 1934-1937 : sans club
- 1937-1938 :  CA Paris
- 1938-1939 :  Saint-Pierre de Nantes
- 1939 :  Union Méan-Penhoët Saint-Nazaire
- 1939-1940 :  Stade rennais
- 1940 :  Stade cadurcien (Cahors)[18]
- 1943 :  Vaillante blinoise (Blain)[19]
- 1944-1949 :  FC Nantes
- 1949-1950 :  Stade lavallois
- 1950-1951 :   ES Couëron
- 1956-1957 :  ES Couëron (DRH)

## Carrière d'entraîneur
- 1946-1949 :  FC Nantes
- 1949-1950 :  Stade lavallois
- 1950-1955 :   ES Couëron
- 1955-1956 :  FC Nantes
- 1956-1957 :  ES Couëron (DRH)
- 1973-1974 :  ES Couëron (DRH)

## Carrière de directeur sportif
- 1958-1961 :  FC Nantes